# Anisodes caducaria
Anisodes caducaria är en fjärilsart som beskrevs av Heinrich Benno Möschler 1886. Anisodes caducaria ingår i släktet Anisodes och familjen mätare. Inga underarter finns listade i Catalogue of Life.